# Зозуля чубата
Зозу́ля чуба́та (Clamator glandarius) — вид птаха роду Зозуля (Clamator) родини зозулевих (Cuculidae).

## Морфологічні ознаки
Доросла особина має довжину тіла 35-39 см, з масою 140—170 г та розмахом крил 58-66 см. Спина та крила темно-сірого кольору, кінці покривного пір'я білі. Дзьоб біля основи — сірий, далі — чорний, ноги — сірі. Має навколоочне коло яскраво-помаранчево-червоного кольору. Живіт світлий, горло та груди жовтуваті. Дорослі птахи мають сріблясто-сірий чуб. Молоді особини мають, переважно, чорне забарвлення з темно-рудим маховим пір'ям; після першого линяння колір змінюється до темно-коричневого.
Видає голосне «черр — кер — кер — кер — кер»; в разі небезпеки кряче, подібно до ворони. Пересувається стрибками, хвіст задертий, зовнішнім виглядом часто нагадує сороку.

## Поширення та місця існування
Поширений в південно-західній та південній Європі, в західній Азії аж до Ірану, в Африці південніше Сахари. Для північної Європи та України зокрема, птах рідкісний залітний, спостерігався на острові Зміїному. Середовище існування — світлий ліс, узлісся.

## Живлення
Комахоїдний птах, здобич полює на землі. Також вживає волосатих гусениць, котрим іноді відриває волоски, та дрібних плазунів.

## Розмноження
Гніздовий паразит, підкладає яйця до гнізд воронових, найбільше — до сорок, в Африці також до шпакових. Під час підкладання яєць самець відволікає господарів гнізда, аби дати можливість самці безперешкодно зробити підміну. Самка може знести до 18 яєць за період розмноження. Пташенята подібні до потомства господарів, імітують їх писк. Покидають гніздо через 18 днів, але ще 25-59 днів їх годують прийомні батьки.

## Особливості поведінки
Вчені проводили експерименти з сороками та зозулями чубатими: після того, як зозуля чубата підклала яйце сорокам, вчені забрали його і зозуля, за таке ставлення, знищила всю кладку сороки. Цим зозуля дає собі ще один шанс на відкладання яєць, до цих самих сорок, коли вони зроблять другу спробу вивести потомство. Також відомі випадки, коли зозулі знищують перші кладки своїх «господарів», якщо самі ще не готові до відкладання яєць.